# Protandrena
Protandrena är ett släkte av bin. Protandrena ingår i familjen grävbin.

## Bildgalleri

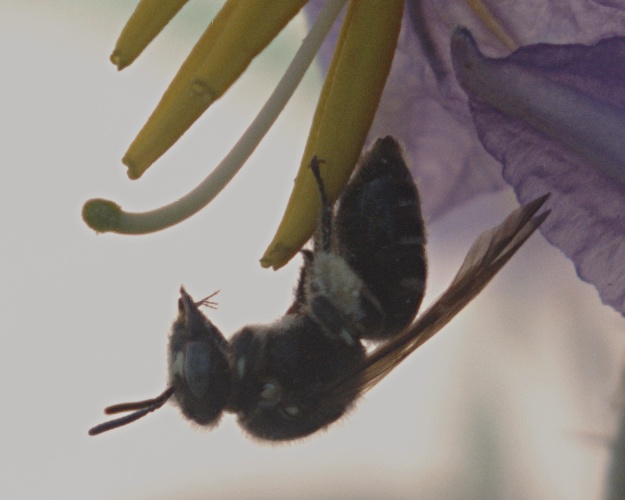
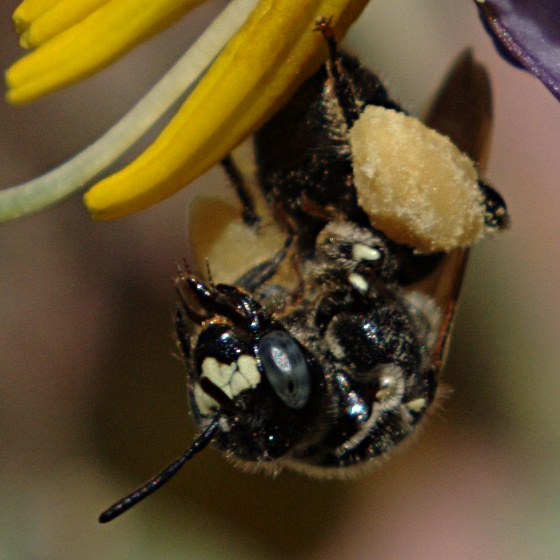

## Dottertaxa tillProtandrena, i alfabetisk ordning[1]
- Protandrena abdominalis
- Protandrena amplipennis
- Protandrena angusticeps
- Protandrena avulsa
- Protandrena bachue
- Protandrena bancrofti
- Protandrena bicolor
- Protandrena bishoppi
- Protandrena blandula
- Protandrena boharti
- Protandrena cockerelli
- Protandrena cognata
- Protandrena duplonotata
- Protandrena durangoensis
- Protandrena eclepta
- Protandrena euphorbiae
- Protandrena exigua
- Protandrena fasciata
- Protandrena foveata
- Protandrena guarnensis
- Protandrena heteromorpha
- Protandrena hurdi
- Protandrena impressa
- Protandrena irwini
- Protandrena kansensis
- Protandrena lateralis
- Protandrena leucopus
- Protandrena lipovskyi
- Protandrena maculata
- Protandrena marstoni
- Protandrena maurula
- Protandrena maximina
- Protandrena metanotalis
- Protandrena mexicanorum
- Protandrena modesta
- Protandrena nudescens
- Protandrena pectidis
- Protandrena pernitens
- Protandrena persimilis
- Protandrena polita
- Protandrena protuberata
- Protandrena punctulata
- Protandrena rangeli
- Protandrena scutellata
- Protandrena semilevis
- Protandrena skinneri
- Protandrena sorocula
- Protandrena sphaeralceae
- Protandrena swenki
- Protandrena tessellata
- Protandrena texana
- Protandrena tidestromiae
- Protandrena trifoliata
- Protandrena trilobata
- Protandrena unimaculata
- Protandrena wayruronga
- Protandrena verbesinae
- Protandrena xestops